# Карандюк, Ксения Евгеньевна
Ксе́ния Евге́ньевна Карандю́к (укр. Ксенія Євгенівна Карандюк, род. 21 июня 1986, Севастополь) — украинская легкоатлетка, выступавшая в беге на короткие и средние дистанции. Участница летних Олимпийских игр 2008 года.

## Биография
Ксения Карандюк родилась 21 июня 1986 года в Севастополе.
Выступала в легкоатлетических соревнованиях за клуб «Освита» из Киева. Тренировалась под началом Александра Прокудина. Дважды выигрывала бронзовые медали чемпионата Украины: в 2014 году в беге на 100 метров, в 2017 году — в эстафете 4х400 метров. В 2007 году стала серебряным призёром Всеукраинских летних спортивных игр в эстафете 4х400 метров.
В 2006 году в составе сборной Украины заняла 6-е место в эстафете 4х400 метров на чемпионате Европы в Гётеборге.
В 2007 году сборная Украины, за которую выступала Карандюк, вышла в финал в эстафете 4х400 метров на чемпионате Европы в помещении в Бирмингеме, но была дисквалифицирована.
В 2008 году вошла в состав сборной Украины на летних Олимпийских играх в Пекине. В эстафете 4х400 метров сборная Украины, за которую также выступали Оксана Щербак, Татьяна Петлюк и Наталья Пигида, заняла 4-е место в полуфинальном забеге, показав результат 3 минуты 27,44 секунды и уступив 2,89 секунды попавшему в финал с 3-го места квартету из Германии.
В 2011 году участвовала в чемпионате мира в Тэгу. В беге на 400 метров не смогла пробиться в полуфинал, а в эстафете 4х400 метров сборная Украины была дисквалифицирована.

## Личные рекорды
- Бег на 60 метров (в помещении) — 7,41 (11 января 2013, Киев)[3]
- Бег на 100 метров — 11,47 (24 июля 2014, Кировоград)[3]
- Бег на 200 метров — 23,27 (25 июля 2014, Кировоград)[3]
- Бег на 200 метров (в помещении) — 24,37 (9 января 2010, Киев)[3]
- Бег на 400 метров — 52,01 (1 мая 2013, Бар)[3]
- Бег на 400 метров (в помещении) — 52,52 (23 февраля 2008, Сумы)[3]
- Эстафета 4х100 метров — 43,37 (16 августа 2014, Цюрих)[3]
- Эстафета 4х400 метров — 3.27,14 (22 июня 2008, Анси)[3]
- Эстафета 4х400 метров (в помещении) — 3.34,61 (3 марта 2013, Гётеборг)[3]